# Дар Константина
«Константи́нов дар» (лат. Donatio Constantini), или Ве́но Константи́ново — подложный дарственный акт (лат. Constitutum Constantini) Константина Великого римскому папе Сильвестру. Впоследствии он вошёл в состав «Лжеисидоровых декреталий», а с середины XI века служил одним из главных оснований для папских притязаний на верховную власть как в Церкви, так и на высший сюзеренитет в средневековой Европе.
Происхождение документа доподлинно неизвестно. Предполагается, что он был изготовлен во второй половине VIII или в IX веке, возможно, в аббатстве Корби во Франции. Документ говорил о передаче Константином I верховной власти над Западной Римской империей главе римской церкви. Фальсификация была частью сделки между майордомом Пипином III (Коротким), желавшим обрести официальный статус короля франков, и папским двором.

## Содержание сочинения
Сочинение составлено в виде послания от имени императора Константина Великого к римскому папе Сильвестру. В послании говорится о том, что Константин заболел проказой, болезнь поразила всё тело государя. Многочисленные врачи, собранные к императору в Рим, не могли ничем помочь больному. После этого к Константину приходят служители языческих храмов и говорят императору о том, что он может очистить своё тело от болезни. Для этого он должен поставить в языческом храме купель, собрать младенцев и зарезать их. Кровью горячей убитых детей император должен наполнить купель, после чего, погрузившись в неё, он получит очищение своего тела и исцеление от болезни. Император слушает языческих жрецов, собирает младенцев и готов их зарезать; но, тронутый плачем матерей и детей, император Константин отказывается от своих намерений и отпускает матерей и детей с дарами.
В эту же ночь во сне к императору являются первоверховные апостолы Петр и Павел, которые хвалят императора за то, что он не захотел убивать младенцев, после чего объясняют ему, как он может получить исцеление. В каменных пропастях горы Сарепта скрывается от гонений епископ Рима Сильвестр вместе со своими клириками. Император должен найти его, а Сильвестр научит Константина божественным догматам и трижды погрузит императора в купель (то есть окрестит). После крещения император очистится от проказы.
Проснувшись, император находит Сильвестра и спрашивает его о том, какие боги ему явились во сне. Сильвестр объясняет Константину, что это не боги, а апостолы Петр и Павел. После чего епископ повелевает своему архидиакону принести иконы, на иконах император узнаёт лица Петра и Павла, которые явились ему во сне. Сильвестр отводит время для покаяния Константину: повелевает императору одеться во вретище и находиться внутри Латеранской палаты, где царь должен каяться в своих грехах. После того как время, отведённое на покаяние, закончилось, епископ Сильвестр крестит и миропомазывает императора. Император получает исцеление от проказы.
После этого в своём послании император объявляет Римского епископа, имеющего высшую духовную власть, главнейшим епископом над всеми остальными епископами; император устанавливает закон, согласно которому епископ Рима — господин и начальник над Константинопольским, Александрийским, Антиохийским, Иерусалимским престолами и вообще над всеми живущими на земле архиереями, священниками и христианами; всё в христианском мире должен решать суд, который совершает епископ Рима, он же должен издавать законы для всех христиан. После этого император Константин строит церковь внутри Латеранских палат; для этого Константин на своих плечах приносит 12 кошниц земли в это место (в честь двенадцати апостолов). В благодарность за святое крещение и исцеление император Константин дарит епископу Сильвестру и всем его наследникам свою корону, коня, любимый Латеранский дворец и всю западную часть Римской империи. Епископ возвращает корону императору, но власть над западной частью Римской империи оставляет себе.
Император кладёт в новопостроенных церквях тела Петра и Павла, богато украшает их и дарит Римскому епископу земли, сёла, виноградники и озёра, утверждая закон «до скончания века», согласно которому никакой светский начальник не смел прикоснуться и отнять что-либо из имущества, принадлежащего церкви, и не смел прикоснуться к церковным пошлинам, собираемым с населения.
Свою же резиденцию перенёс в восточные страны на том основании, что главе империи не подобает жительствовать там, где пребывает глава религии.

## Отношение на Западе
Со временем всё больше авторов сомневались в подлинности документа. Кардинал Николай Кузанский объявил его подделкой  и говорил о нем как об апокрифическом произведении. Факт подлога доказал итальянский гуманист Лоренцо делла Валла в сочинении «О даре Константина» (1440 г.), опубликованном в 1517 Ульрихом фон Гуттеном. Независимо от них к аналогичному выводу пришёл епископ Чичестера Реджинальд Пикок, учитывая присутствие в тексте анахроничных терминов вроде «фьеф» (fief).
Папа Пий II написал трактат в 1453 году, за пять лет до того, как стать папой, чтобы показать, что хотя Дар был подделкой, папство было обязано своими землями Карлу Великому , а полномочиями ключей — Петру ; однако он не опубликовал его. 
Когда подложность эта уже не могла быть опровергаема, католические авторы, следуя примеру кардинала Барония, ещё в XVIII столетии стремились по возможности спасти содержание акта. Лишь в XIX столетии в Риме совершенно отказались от него.

## Значение на Востоке
В восточной церкви также не сомневались в подлинности акта, и он приводился греческими канонистами (Вальсамон, Властарь, Гарменопул), но здесь он претерпел некоторые изменения. Дело в том, что вселенские соборы (Константинопольский 381 г. и Халкидонский 451 г.) в отношении преимуществ чести уравнили константинопольского патриарха с римским епископом, а с VIII—IX вв. окончательно считалось выясненным преемство константинопольской кафедры от апостола Андрея. Ввиду всего этого дарственный акт Константина истолкован был Вальсамоном в том смысле, что прерогативы, дарованные Константином римскому папе, принадлежат и константинопольскому патриарху и вообще всем патриархам, имеющим апостольское преемство.
В таком изменённом виде Вено Константиново перешло в русскую церковь. Впоследствии, когда Москва стала считаться третьим Римом, а московские цари в Степенной книге производились по прямой линии от Цезаря Августа, Вено Константиново стали толковать в интересах русского духовенства, в ограждение имущественных и судных прав его. Уже собор 1503 г. выставил Вено Константиново в числе аргументов в пользу монастырского землевладения; ещё большую роль оно сыграло на соборе 1551 г. В извлечении из деяний этого собора, известном под именем «Стоглав», 16 глав (53—68) посвящены аргументам в пользу неприкосновенности церковного суда и церковных имуществ, и из них 60-я глава, представляющая собою отрывок из Вена Константинова, занимает едва ли не первое место как по мнимой древности своего происхождения, так и по широте прав, предоставляемых ею церкви.
В 1580 году архиереям и монастырям запрещено было вновь приобретать недвижимое имущество; но и после этого 60-я глава Стоглава сохранила своё значение, так как ею ограждалась неприкосновенность того имущества, которое издавна принадлежало церкви; ввиду этого отрывки из Вена Константинова помещались в требниках патриархов — Филарета, Иосифа и др. Ещё большее значение оно получило при патриархе Никоне, который вступил на патриарший престол «с тем условием, что гражданская власть не будет мешаться в дела церкви».
С целью защиты своих притязаний Никон поместил Вено Константиново в числе дополнительных статей к печатной Кормчей книге, приготовленной к выпуску ещё при патриархе Иосифе. Здесь Вено Константиново излагается в самой обширной редакции, сравнительно с редакциями византийских канонистов, именно с надписанием, исповеданием веры от лица Константина, рассказом о поражении его проказою, о сонном видении, о крещении, исцелении, и с самим дарственным актом. На Вено Константиново ссылается царь Алексей Михайлович в указе 1669 об иконном писании; оно по-прежнему печатается в Кормчей книге.
В ЭСБЕ ошибочно написано, что в дополнительных статьях к печатной Кормчей книге использовано название «Вено Константиново»; это неверно, в печатной Кормчей 1653 года («Никоновской»), как и в Кормчей 1878 года («Екатерининское» издание) полное название «Дара Константина» следующее: «Иже во царех перваго християнина бывша, святаго и блаженнаго и равна апостолом великаго царя Константина. Повеление его царское содеянно и дано святей соборней и апостольстей церкви».
Митрополит Платон в своей «Церковной истории» 1805 года признал этот акт подложным, но и после того он не был исключён из Кормчей книги. Вено Константиново послужило также основой для «Повести о белом клобуке новгородского архиепископа», которому особое значение придают старообрядцы, укоряющие патриарха Никона в том, что он «отверже белый святый клобук и чёрный положи на себе».

## Галерея
Фрески капеллы Сан-Сильвестро в римском монастыре Санти-Куаттро-Коронати:

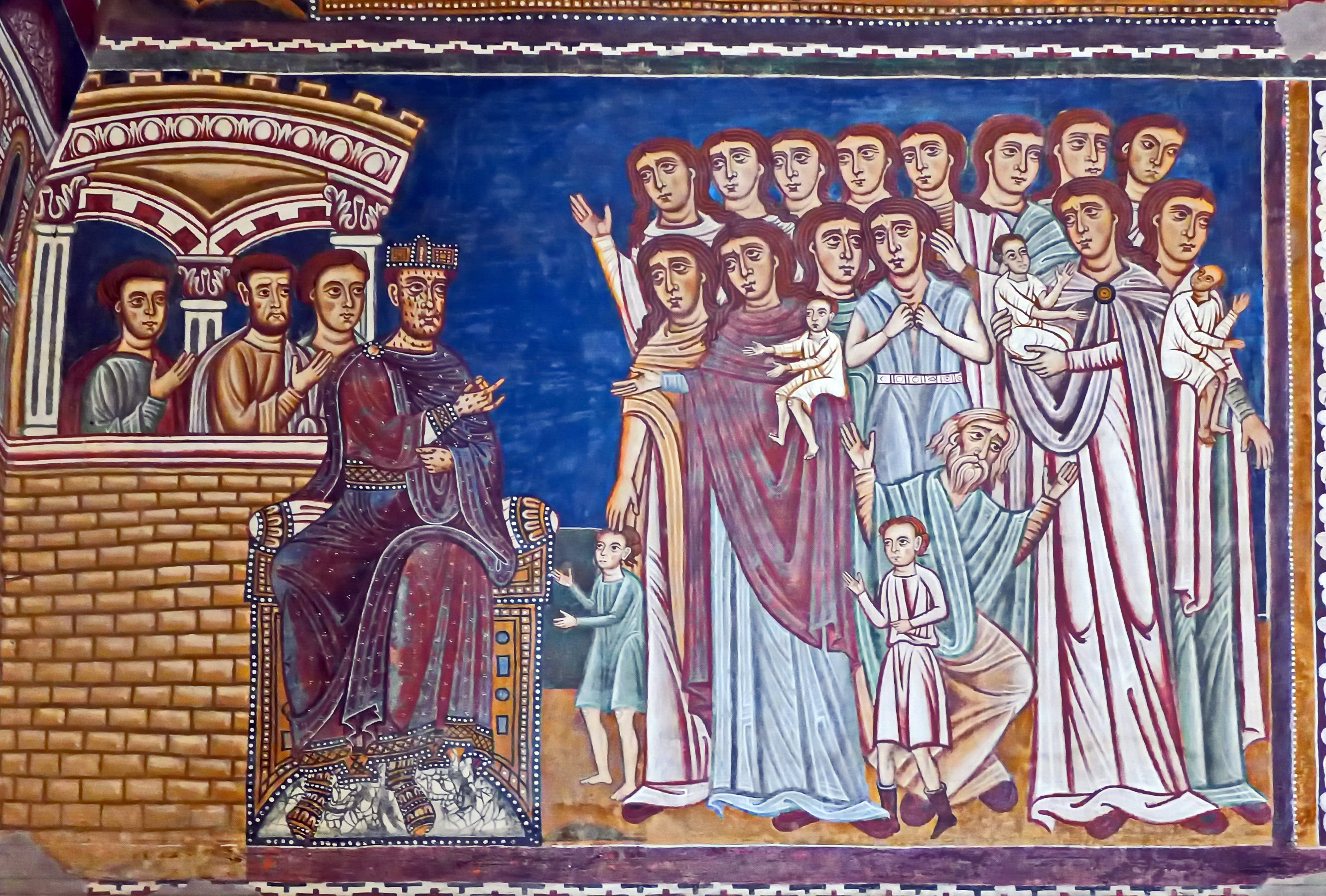
Матери с младенцами приведены к Константину
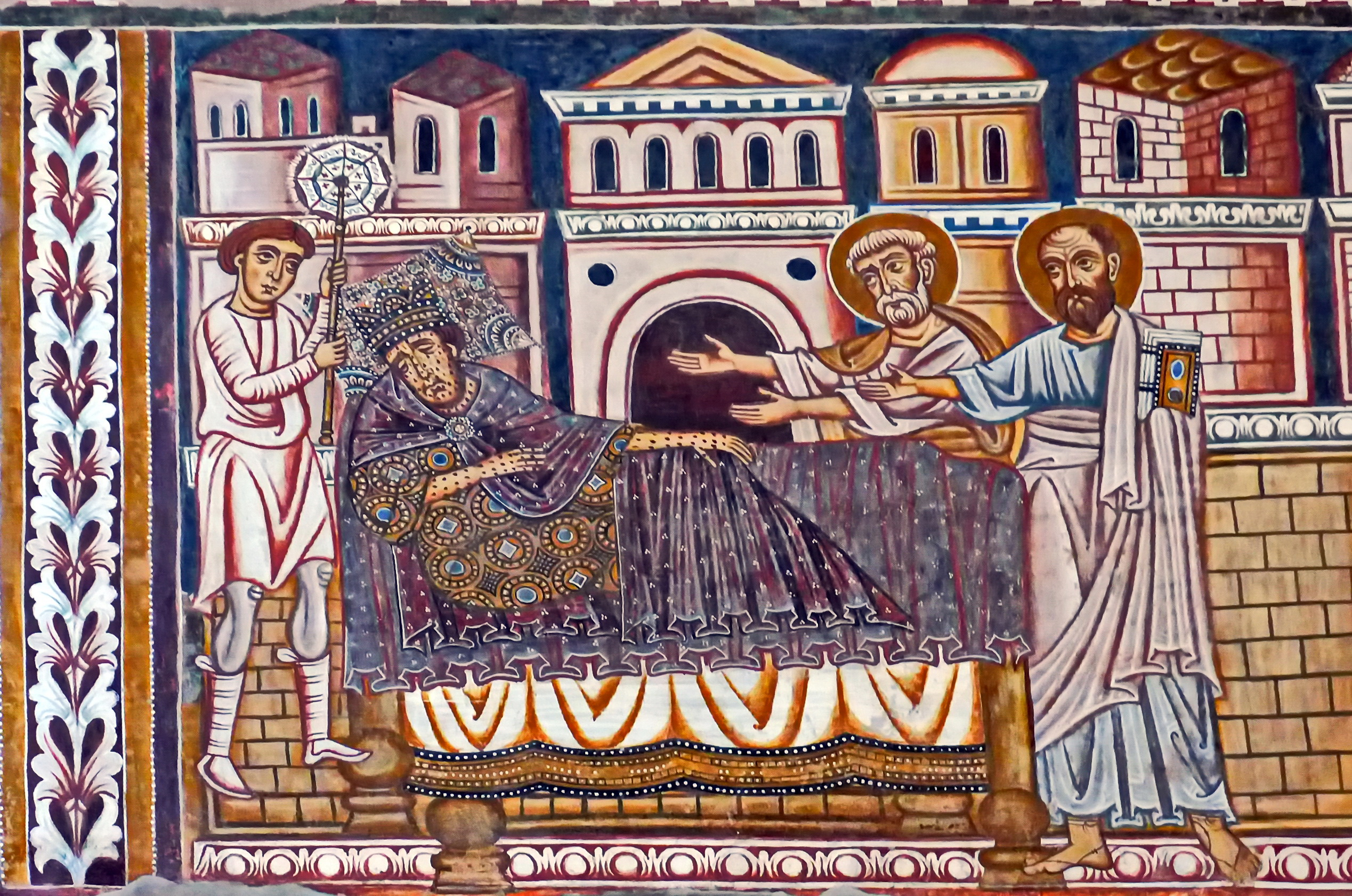
Прокаженному Константину во сне являются Петр и Павел
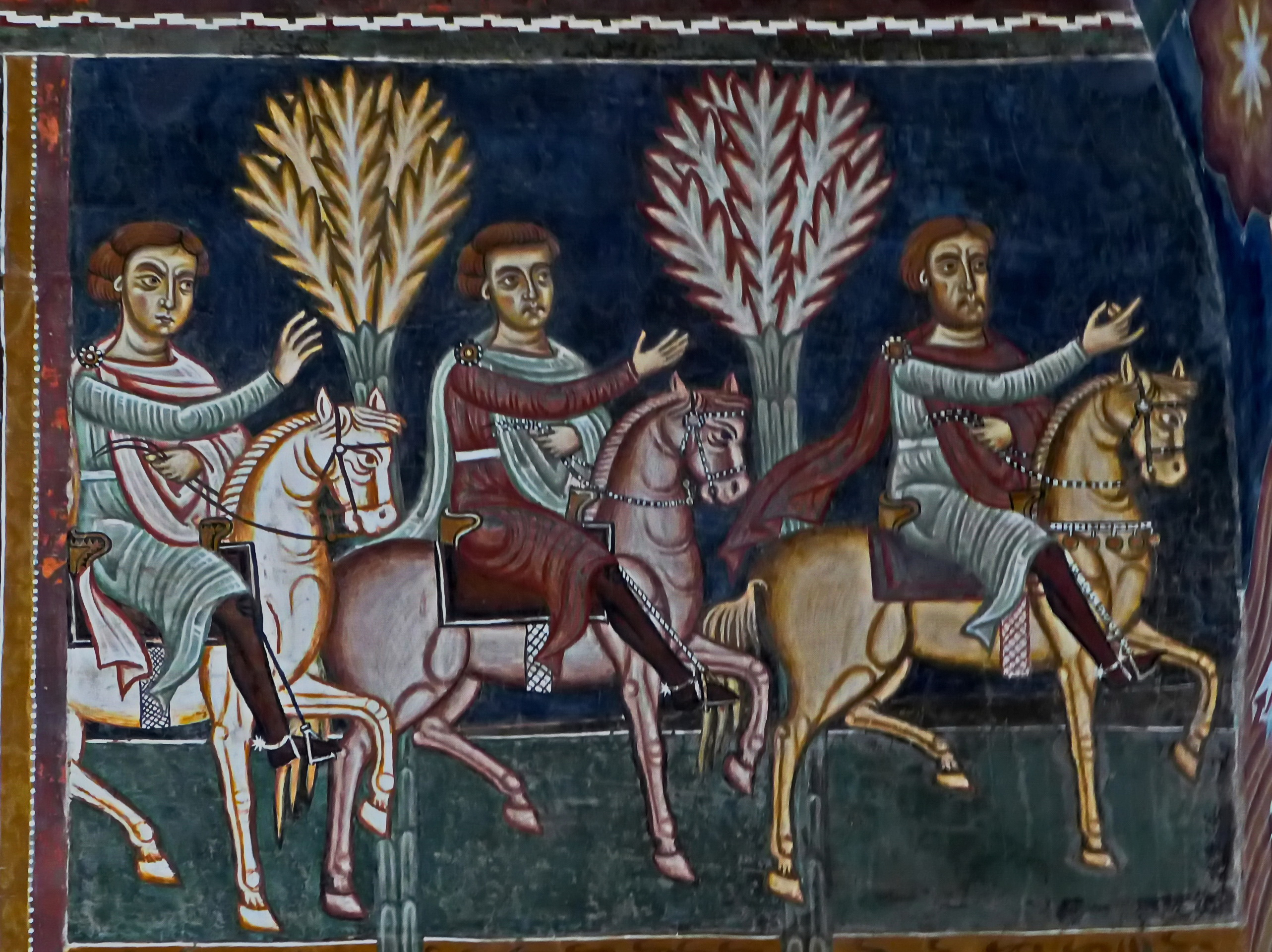
Послы Константина направляются к горе Сарепта
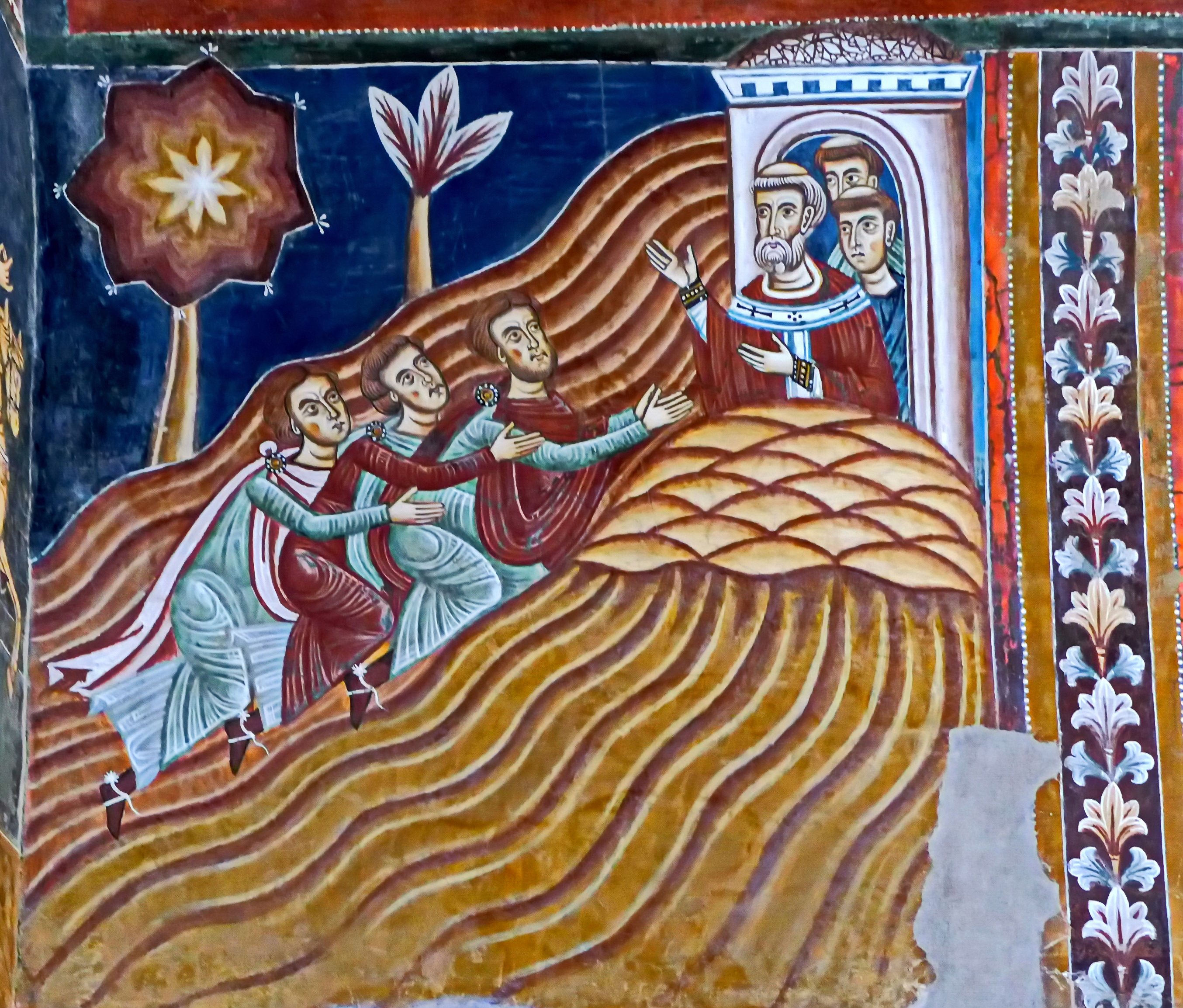
Послы Константина поднимаются на гору, к Сильвестру
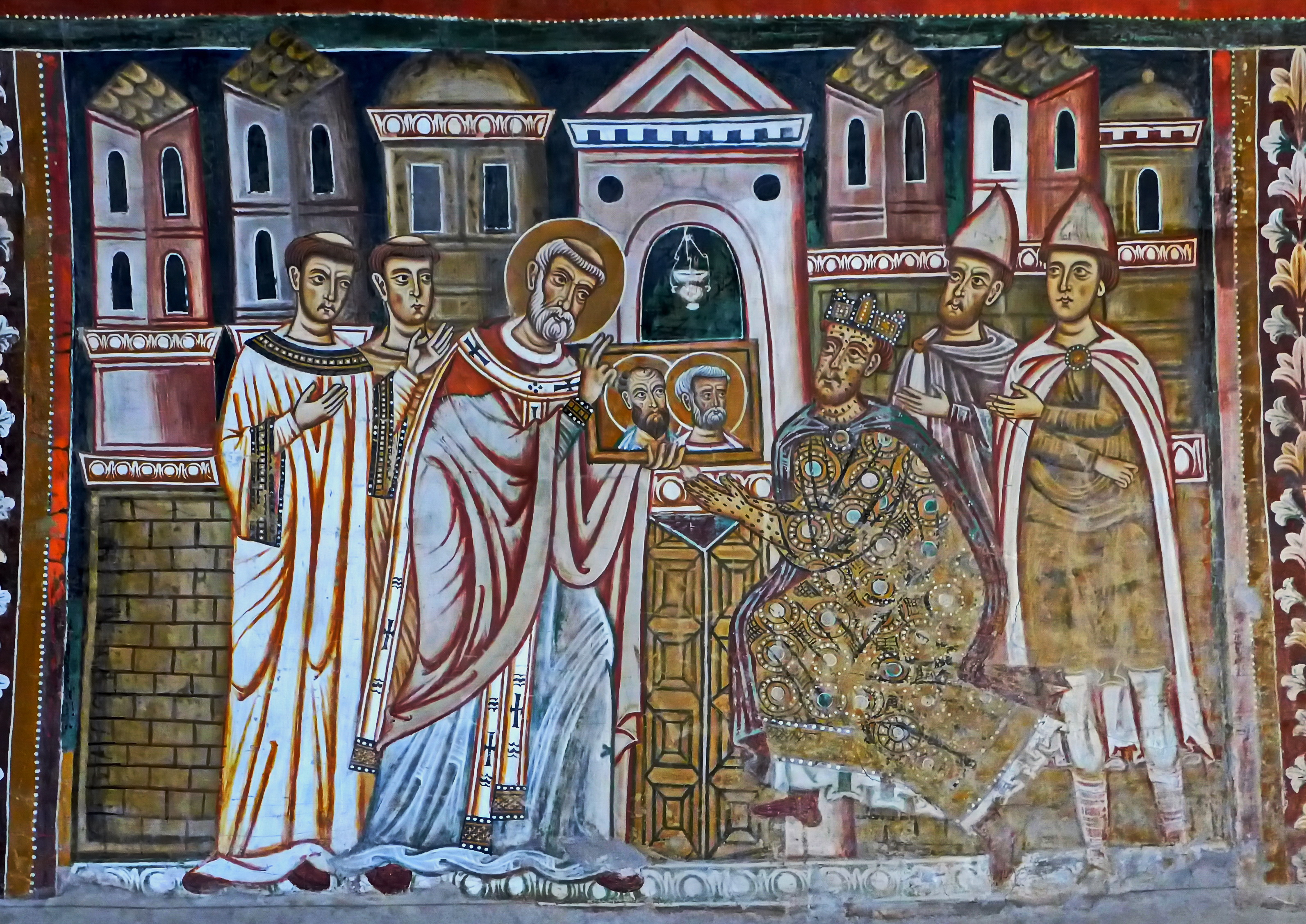
Сильвестр показывает Константину икону апостолов Петра и Павла
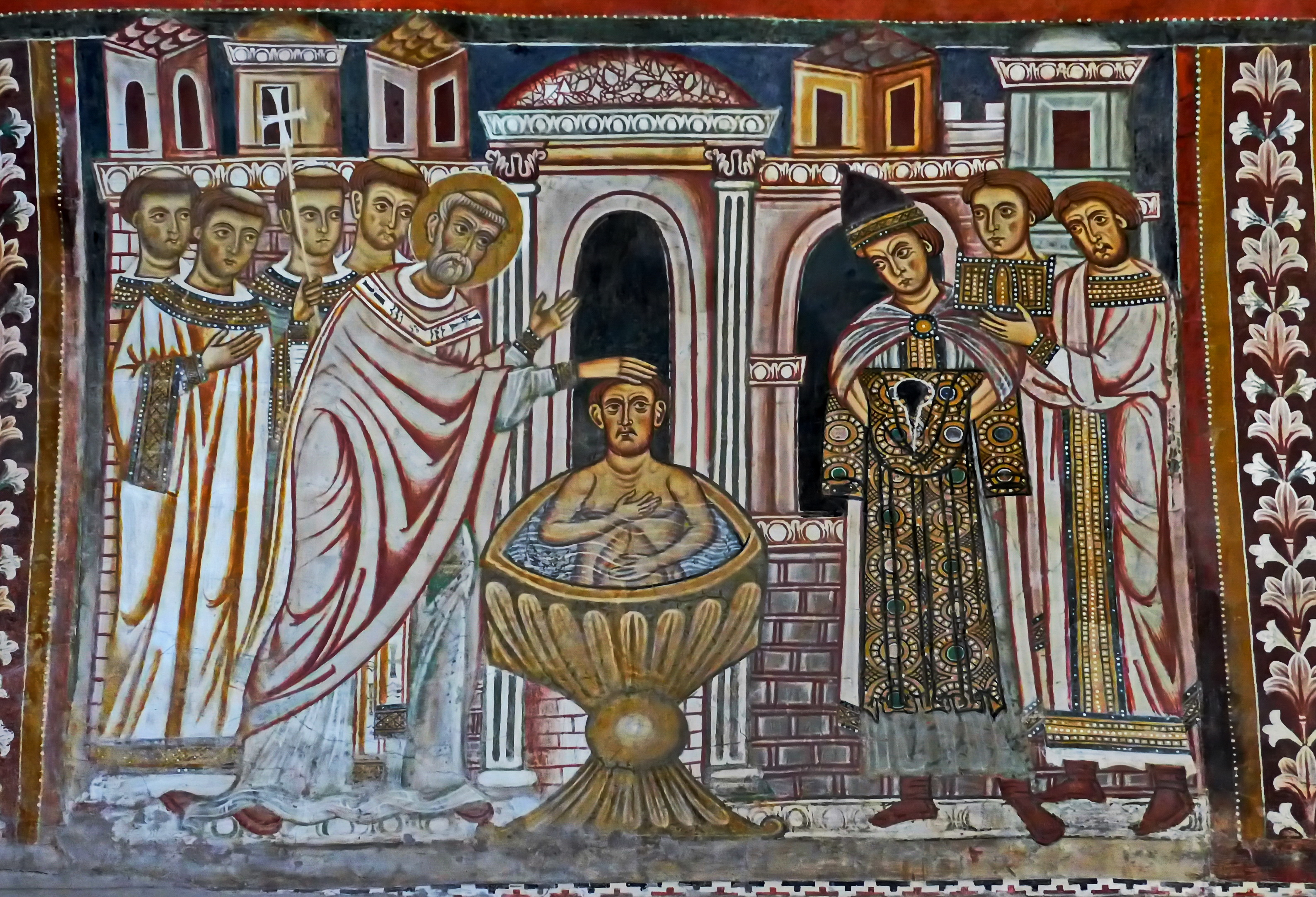
Сильвестр крестит Константина
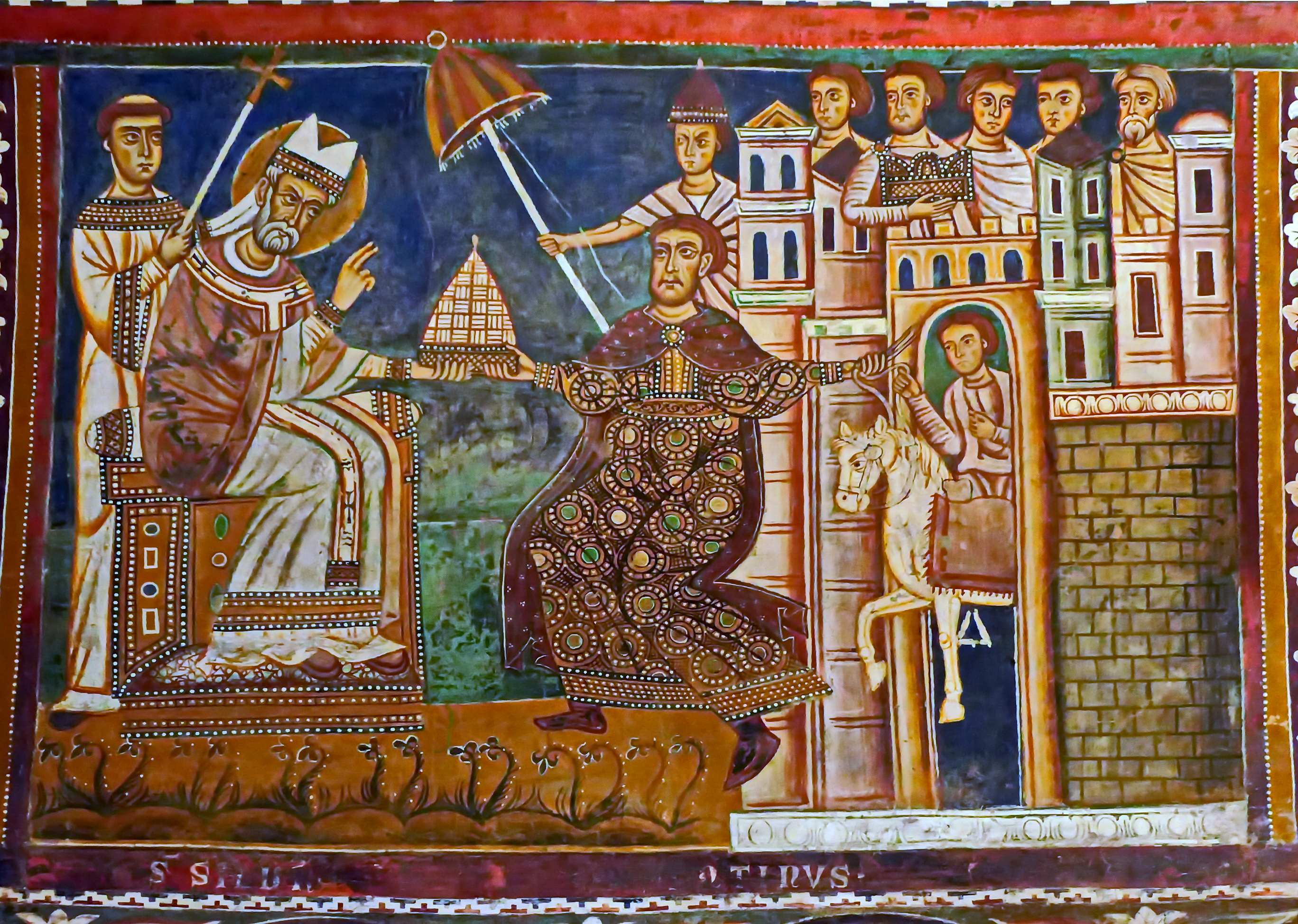
Сильвестр получает от Константина знаки папской власти

## Тексты Дара Константина
- Текст на латыни
- Текст на древнерусском (середина XVI века)
- Текст на древнерусском (Сборник рукописный тексты XVI—XVII века)
- Текст на церковно-славянском 1653 год
- Текст на русском